# Defa futurum
defa futurum war eine künstlerische Arbeitsgruppe (KAG) des DEFA-Studios für Dokumentarfilme in Potsdam-Babelsberg unter Leitung des Regisseurs Joachim Hellwig und existierte von 1971 bis 1981. Künstlerisches Ziel war die filmdokumentarische Begleitung von Zukunftsentwicklungen in der DDR sowie deren Inszenierung im Spielfilm und so genannten Nicht-Spielfilm. Dazu wurde eine Werkstatt Zukunft etabliert, in der DDR-Wissenschaftler aus verschiedensten Wissenschaftszweigen mit den Mitgliedern der KAG zusammentrafen und über zukunftsrelevante Themen diskutierten. defa futurum war innerhalb der Filmproduktion des Ostblocks ein einmaliges Projekt, das jedoch aufgrund der realen ökonomischen und technischen Entwicklung in der DDR 1980 aufgegeben wurde. Unter dem Markenzeichen der Gruppe realisierte Hellwig bis 1991 noch einige Produktionen, in denen er sich mit der deutschen Geschichte aus marxistisch-leninistischer Perspektive auseinandersetzte.

## Entstehung und Konzeption,Utopia 2000
defa futurum wurde von Hellwig als Gegenkonzept zur so genannten bürgerlichen Futurologie in der Bundesrepublik Deutschland entworfen. Das erste Filmprojekt wurde bereits 1969 zusammen mit Claus Ritter unter dem Titel Utopia 2000 entwickelt. Hellwig war sich über den Einfluss des westdeutschen Fernsehens in der DDR im Klaren und wollte entsprechende Antworten liefern. Utopia 2000 wurde schon 1969/70 in Reise ins 3. Jahrtausend umgewandelt. Geplant war, die Gebäude der Weltausstellung Expo ’70 in Osaka als Kulisse für den Film zu benutzen, da in der DDR keine entsprechenden futuristischen Bauten existierten.
Während der Projektphase stellte sich heraus, dass die außenpolitische Situation keine Dreharbeiten in Japan erlaubte, da zwischen beiden Staaten keine diplomatischen Beziehungen bestanden. Das Projekt wurde nun in Abenteuer Zukunft umbenannt; die notwendigen futuristischen Aufnahmen sollten in der Sowjetunion gedreht bzw. sowjetisches Filmmaterial benutzt werden. Unter anderem war ein Filmteil mit dem Titel Hexenküche der Futurologen geplant, der mit Zitaten und utopischen Filmen unterfüttert werden sollte. Thematisiert werden sollten auch die Probleme in der Dritten Welt. Der Film sollte mit einem Silvesterfeuerwerk zur Jahrtausendwende enden. Das Projekt scheiterte schließlich, da keine entsprechenden Gebäude in der Sowjetunion zur Verfügung standen oder zur Verfügung gestellt wurden.

## Realisierte Projekte

### Liebe 2002(1972)
Mit dem Thema Liebe sollte vor allem ein junges Publikum erreicht werden. Sollen Partnervermittlungsinstitute mittels eines Computers die Partnerwahl übernehmen, möglicherweise auch unter genetischen Auswahlkriterien bis hin zum programmierten Wunschkind? Die Antwort, die ein Moderator unter Berufung auf Friedrich Schiller gibt, ist Nein.

### Werkstatt ZukunftI-III
Das Prinzip der Werkstatt Zukunft wurde zwischen 1970 und 1975 entwickelt. Das Leitmotiv formulierte Hellwig so:

Kommunismus ist nicht das Königreich der Satten, sondern das Königreich der Klugen, Begabten; kein Paradies, sondern eine Werkstatt.

Ziel war die Gestaltung eines Sozialistischen Zukunftsfilms als eigenes Filmgenre in Abgrenzung zum utopischen Film oder phantastischem bzw. wissenschaftlich-phantastischem Film. Nach Hellwigs Definition war der Zukunftsfilm im Prinzip eine Sonderform des so genannten Gegenwartsfilm der DEFA,

… weil die existierende Wirklichkeit mit der Absicht überschritten wird, dem Zuschauer auf besondere Weise Antwort auf heutige Fragen zu geben … sich in der Gegenwart für die Gestaltung der Zukunft verantwortlich zu fühlen und für die Gestaltung der Zukunft in der Gegenwart aktiv zu wirken.

Themen der Werkstattgespräche waren:
- Bedürfnisse im Kommunismus
- Leben – wohnen
- Kreativität
- Verhaltensweisen
- Bildung und Wissen
- Arbeit und Freizeit
- Liebe und Ehe
- Mensch und Maschine.
Als Arbeitsprinzipien wurden festgelegt:
- Negative Kritik ist verboten
- Phantasie ist Pflicht
- Positive Kritik ist erlaubt
- Ideen Anderer sind aufzunehmen.
Auf der Grundlage des Prinzips Werkstatt Zukunft wurden drei Nicht-Spielfilme produziert:
- Labor futurum (1975)
- Werkstatt Zukunft II (1976)
- Werkstatt Zukunft III (1977)

### Wer die Erde liebt(1973)
Ein mit großem logistischen Aufwand gedrehter Dokumentarfilm über die X. Weltjugendfestspiele (Weltfestspiele der Jugend und Studenten) in Berlin 1973.

### Die Welt der Gespenster(1972)
Ein aus Titelseiten montierter Kurzfilm über die Gewalttätigkeit westdeutscher Science-Fiction-Hefte, wobei der Perry-Rhodan-Heftromanserie eine besonders abschreckende Rolle zukommt.

### Tobias Bremser
Eine Zeichentrickserie in 15 Folgen.

### In 7
In – Das Jugendmagazin (Nr. 7, 1976, futurum-Nachrichten aus dem Jahr 2004). Eine Sprecherin und ein Sprecher verlesen Fernseh-Nachrichten aus dem Jahr 2004: In der Sowjetunion wird ein leichter Sportwagen entwickelt, im Senegal eine Sonnenpumpe zur Wasserförderung eingesetzt.

### Im Staub der Sterne
In dem von Gottfried Kolditz inszenierten Spielfilm versucht Akala, Kommandantin eines Raumschiffs vom sozialistischen Planeten Cynro, auf der Sklavenwelt Tem IV herauszufinden, warum von dort ein Notruf gesendet wurde. Die Kritik interpretierte den Film als Metapher auf die politische Situation in Angola und Mosambik.

### Unterwegs nach Atlantis
Dieser 1978 realisierte Spielfilm von Siegfried Kühn wurde während der Produktionsphase zeitweise von defa-futurum betreut.

### Das Ding im Schloß(1979)
Dieser Spielfilm spielt in einem Altersheim, in dem einige Insassen eine Verjüngungsmaschine bzw. Zeitmaschine konstruiert haben. Um sie zu bedienen, entführen sie den alten Professor Bunzberger (Erwin Geschonneck) und bringen ihn dazu, ein Experiment durchzuführen. Bunzberger ist jedoch mit dem Ergebnis nicht zufrieden, da nur eine äußerliche Verjüngung stattgefunden hat. Am Ende der Handlung stellt sich heraus, dass Bunzberger die Handlung nur geträumt hat. Diese letzte Produktion aus dem Science-Fiction-Genre der Gruppe rief trotz exzellenter Besetzung mit Erwin Geschonneck, Vlastimil Brodský, Jaecki Schwarz, Renate Blume, Fred Delmare und Gerry Wolff die schärfste Kritik der Presse hervor, so von Günter Agde im filmspiegel:

Ein Verriß, wie er umfassender und härter nicht sein kann. Aber das ist nicht zu umgehen. Freundliche Nachsicht wäre fehl am Platze. Nach der widersprüchlich-hoffnungsvollen Entwicklung unserer DEFA-Filme in den letzten beiden Jahren, verbunden mit wachsender Zuschauerresonanz, bei der im Ganzen offensichtlichen und produktiven Bereicherung des Realismus durch unsere Filmkunst – dieses miserable Ding hätte verhindert werden können – und müssen.

## Projekte

### Adam-Eva-Superstar(1973)
In diesem Nicht-Spielfilm landen Terminauten (Zeitreisende) aus dem 3. Jahrtausend mit einer Fliegenden Untertasse beim Kyffhäuserdenkmal auf einem Landepoint. In ironischer Form wird die Mondlandung von Apollo 11 1969 kommentiert; ein Reporter berichtet vor Ort über die Ereignisse. Einmontiert sind reale Interviews mit Jugendlichen über ihre Zukunftsvorstellungen. Am Ende des Szenariums wird die Herkunft der Terminauten aufgeklärt:

Plötzlich ist das Fernsehbild wieder original vom Landepoint da. Aus der Landefähre rollen zwei Kinderwagen. Die Kamera erfaßt von oben zwei strampelnde, vergnügte Säuglinge. Reporter: ‚Da ist wieder das Bild. Da sind sie, die Menschen des 3. Jahrtausend – sie sind mitten unter uns – von der Wahrheit der Tatsache können sie sich selbst überzeugen, meine Zuschauer (…). Ein großes Programm liegt vor ihnen. Unser aller Aufgabe ist, dazu beizutragen, daß es ihnen gelingt (…).

### Das Geheimnis des großen Gottes(1974/75)
Spielfilm. Ein Kybernetiker in den USA erkennt bei der Teilnahme an einem geheimen Forschungsprojekt, in dessen Mittelpunkt ein Riesencomputer (Der große Gott) steht, dass dieser durch bestimmte Machtgruppen in den USA manipuliert wird und durch ihn die US-Regierung falsche Daten erhält. So üben diese Gruppen informell ihre Herrschaft in den USA aus.

### Rebellion der Vergessenen(1974/75)
Spielfilm-Komödie. Auf der winzigen Pazifik-Insel Mini-Ozeanien hat der Kapitalismus des Jahres 1910 mit Cowboys und Farmern überlebt, die in einer parlamentarischen Demokratie leben. Die Insel exportierte bislang Rindergalle, das in der kommunistischen Restwelt zur Produktion eines Parfüms benutzt wurde, was nun aber aus der Mode gekommen ist. Um das Problem der Überproduktion zu lösen, erklärt die Insel dem Rest der Welt den Krieg. Die kommunistische Erdregierung findet jedoch eine pazifistische Lösung des Konflikts, in dem die Insel in ein Ferienparadies umgewandelt wird.

## Das Ende der Vision
Von Anfang an stand defa-futurum beim Film- und Fernsehpublikum der DDR unter dem starken Konkurrenzdruck des Westfernsehens. Ab 1970 wurden immer mehr in- und ausländische utopische Fernsehserien im Westfernsehen ausgestrahlt, die je nach regionaler Empfangsmöglichkeit auch in der DDR rezipiert werden konnten, so UFO, S.R.I. und die unheimlichen Fälle, Alpha Alpha, Raumschiff Enterprise, Time Tunnel, Das Blaue Palais oder Mondbasis Alpha 1. Hinzu kamen Klassiker des SF-Film-Genres, die in der Reihe Mumien – Monstren – Mutationen der Dritten Programme oder im Rahmen der Serie Der phantastische Film vom ZDF ausgestrahlt wurden. Hinzu kam 1977 der Durchbruch der computergenerierten Tricktechnik mit Star Wars, dem die Filmproduktion des Ostblocks wenig entgegensetzen konnte. Außerdem sah sich die DDR schließlich gezwungen, auch dystopische Spielfilme wie Der Test des Piloten Pirx (Test pilota Pirxa /Дізнання пілота Піркса, Polen/UdSSR 1978) und Stalker (Сталкер, UdSSR 1979) zur Aufführung zuzulassen, deren Inhalte den Intentionen von defa-futurum diametral entgegengesetzt waren.
defa-futurum wurde 1981 aufgelöst. Der letzte Film, der nominell noch von der KAG produziert wurde, war Disco 38: Silly (Christian Klemke, DDR 1981). Der lange Dokumentarfilm Im Land der Adler und der Kreuze (Joachim Hellwig, DDR 1981), den Hellwig noch zu defa-futurum-Zeiten vorbereitet hatte, erschien schließlich unter der Obhut der KAG defa kinobox, der Hellwig nun zugeteilt war.